# 马更些县
马更些县（英語：Mackenzie），又譯麥肯齊縣，是加拿大艾伯塔省的一个县，位于该省西北部。1999年成立特别自治市，2007年改为县。该县总面积80,484.42 km2 (31,075.2 sq mi)，总人口10,002（2006年），平均人口密度0.1/km2 (0.3/sq mi)。行政中心位于弗米利恩堡。

## 社区
- 镇
  - 雷恩博莱克
  - 海莱夫尔
- 村镇
  - 弗米利恩堡
- 莊 (Hamlet)
  - 扎马城
- 非建制區域
  - 狐湖
  - 小紅河
  - 水牛頭草原
  - 約翰迪奧草原